# 白羊座53
白羊座53是位於白羊座的一顆仙王β型變星，另一個名稱是白羊座UW 。它的平均視星等是6.13等，光譜類型是O或早期的B型。它是一顆速逃星，被認為是在一次聯星的碰撞中創造出來的。追溯它的運動顯示他是大約200萬年前從獵戶座星雲的獵戶四邊形星團拋射出來的。